# Julius Maximilian Schottky
Julius Maximilian Schottky, auch Julius Max Schottky (* 13. April 1797 in Kupp, Provinz Schlesien, Königreich Preußen; † 9. April 1849 in Trier, Rheinprovinz), war ein deutscher Schriftsteller und Volkskundler. Bekannt machte ihn seine zusammen mit Franz Tschischka herausgegebene Sammlung österreichischer Volkslieder. Überdies schrieb er zu historischen und kunsthistorischen Themen, verfasste zwei Biographien, publizierte Reiseschilderungen und wirkte zum Ende seines Lebens als Redakteur.

## Leben
Schottky ging in Brieg zur Schule und studierte anschließend Rechtswissenschaften an der Universität Breslau, besuchte aber auch philologische und volkskundliche Vorlesungen. 1816 zog er nach Wien, wo er ab 1817 mit einem Stipendium des preußischen Unterrichtsministeriums in den Archiven alte Handschriften kopierte. Daneben sammelte er österreichische Volkslieder, die er 1819 zusammen mit Franz Tschischka herausgab. Das Buch enthielt auch einen Anhang über die niederösterreichische Mundart, der zusammen mit einem schon 1818 veröffentlichten Aufsatz zu den ersten Darstellungen österreichischer Dialekte gehörte. Schottky sammelte nach der Publikation weiter, doch gelten diese Lieder heute größtenteils als verloren.
1822 ließ sich Schottky im preußischen Posen (heute Polen) nieder und trat dort 1824 eine Stelle als Deutschlehrer am Königlichen Gymnasium an. Nicht lange danach führten ihn seine Wege aber nach Breslau, Dresden, Leipzig und Weimar. 1828 bis 1831 lebte er in Prag, wo er Studien über das mittelalterliche und frühneuzeitliche Böhmen trieb. Anschließend zog er nach München, um sich der Kunstgeschichte zu widmen. 1834 besuchte er Innsbruck, Bozen und die Alpen und reiste darauf nach Paris und Zürich.
1848 arbeitete er als Redaktor der Zeitschrift Rheinische Volkshalle in Köln und wurde im folgenden Jahr zum Leiter der Trierer Volkszeitung in Trier berufen. Wenig später erlag er den Folgen eines Schlaganfalles.
Schottky war mit zahlreichen Persönlichkeiten befreundet, galt aber als Original, als „burleske Persönlichkeit“, und war nach Aussagen von Zeitgenossen ständig verschuldet.

## Wirken
Nachhaltige Wirkung hatte Schottky mit seiner Sammlung österreichischer Volkslieder, die noch 1967 von Leopold Schmidt als „Kronjuwel unserer Volksliedsammlung“ bezeichnet wurde. Sie vermochte mehrere zeitgenössische Schriftsteller und Musiker, darunter Ludwig van Beethoven, Ignaz Franz Castelli, Anton Diabelli und Johann Gabriel Seidl, zu motivieren, sich auch der mündlichen Überlieferung zuzuwenden. Schottky schrieb aber auch die erste Biographie des italienischen Geigers und Komponisten Niccolò Paganini, und in seiner Publikation über Wallenstein versuchte er, dessen Persönlichkeit von literarischen Andichtungen zu befreien.
Von wissenschaftsgeschichtlichem Interesse sind ferner Schottkys beide frühen Darstellungen der österreichischen Dialekte, die dazu beitrugen, dass Mundart allmählich nicht mehr nur als „verdorbenes Schriftdeutsch“ angesehen, sondern als eigenständige, in sich selbst wurzelnde Varietäten erkannt wurden. Auch seine Reiseschilderungen gehören zu den frühesten „modernen“ Beschreibungen alpiner Kulturen. Beispielhaft genannt sei sein Aufsatz Das Thal von Rimella und seine deutschen Bewohner (1836), wo er die allererste Darstellung dieser in den piemontesischen Alpen gelegenen, im Hochmittelalter gegründeten Walsersiedlung und ihres archaischen höchstalemannischen Dialekts gab. Gleichzeitig wird aber auch deutlich, wo Schottkys Grenzen lagen: Nur wenige Jahre später legten der Württemberger Albert Schott mit seinem Buch Die deutschen Colonien in Piemont (1842) und der Vorarlberger Josef von Bergmann mit seinem Untersuchungen über die freyen Walliser oder Walser in Graubünden und Vorarlberg (1844) die Grundlagen der modernen Walserforschung, die sich von Schottkys begeisterter, aber auch phantasievoller und teilweise schlicht falscher Darstellung klar abhoben.

## Publikationen (Auswahl)
- Oesterreichs deutsche Mundarten. In: Anzeige-Blatt für Wissenschaft und Kunst, Beilage zu Jahrbücher der Literatur 4, 1818, S. 31–40 (Digitalisat).
- (zusammen mit Franz Ziska [so in der 1. Aufl. geschrieben] / Franz Tschischka [so in der 2. Aufl.]): Oesterreichische Volkslieder mit ihren Singeweisen. Pest 1819 (Digitalisat); 2. Auflage (hier Singweise geschrieben) ebd. 1844 (Digitalisat). Nachdruck der 1. Aufl. Wien 1969 (mit biographischem Nachwort von Leopold Schmidt)
- Die karolinische Zeit oder der äußere Zustand und die Sitten und Gebräuche Prags und Böhmens. Prag 1830 (Digitalisat).
- Prag, wie es war und wie es ist. 2 Bände, Prag 1830 (urn:nbn:de:bvb:12-bsb10914587-3).
- Paganini’s Leben und Treiben als Künstler und Mensch. 2 Bände, Prag 1832 (archive.org).
- Ueber Wallensteins Privatleben. München 1832 (Digitalisat).
- Münchens öffentliche Kunstschätze. München 1833 (urn:nbn:de:bvb:12-bsb10378346-6).
- Bilder aus der süddeutschen Alpenwelt. Innsbruck 1834 (urn:nbn:de:bvb:12-bsb10021278-4).
- Emil Karl Blümml (Hrsg.): Schottkys Volksliedernachlass. Band 1: Texte (= Quellen und Forschungen zur Deutschen Volkskunde. Band 7). Ludwig, Wien 1912 (mehr nicht erschienen; eingeschränkte Vorschau in der Google-Buchsuche).